# ダニエル・ルイス
ダニ(Dani)ことダニエル・ルイス＝バサン・フスタ（Daniel Ruiz-Bazán Justa, 1951年6月28日 - ）は、スペイン・バスク州ソプエルタ出身の元同国代表サッカー選手。ポジションはフォワード。

## 経歴

### クラブ
ビスカヤ県・ソプエルタ出身。バスク自治州の様々なクラブの下部組織に所属し、1971年、20歳の時にアスレティック・ビルバオの下部組織に加入。1シーズンはテルセーラ・ディビシオン（当時3部相当）のビルバオ・アスレティック（Bチーム）でプレーし、1972年からの2シーズンはセグンダ・ディビシオン（2部）に所属する近隣のバラカルドCFにレンタル移籍した。1974年にアスレティックに復帰し、9月29日のバレンシアCF戦(0-3)戦でプリメーラ・ディビシオン（1部）デビューすると、続く10シーズンのうち9シーズンで二桁得点を記録した。1976-77シーズンには公式戦46試合に出場して29得点を挙げ、リーグ戦では3位、UEFAカップとコパ・デル・レイでは準優勝という結果を残した。1982-83シーズンと1983-84シーズンにはリーグ戦で2連覇を達成し、後者のシーズンにはコパ・デル・レイでも優勝してダブルを達成。しかし、6歳年下のマヌ・サラビアが台頭しており、自身はリーグ戦で10試合出場3得点に終わった。さらに11歳年下のフリオ・サリーナスがトップチームに昇格したため、35歳だった1986年6月に現役引退。リーグ戦では通算302試合に出場して147得点を挙げた。

### 代表
1977年9月21日、スイスとの親善試合(2-1)でスペイン代表デビューした。1978年にはアルゼンチンで開催された1978 FIFAワールドカップに出場し、グループリーグのオーストリア戦で得点した。UEFA欧州選手権1980予選では2得点を挙げ、イタリアで開催されたUEFA欧州選手権1980本大会ではグループリーグのイングランド戦で得点した。どちらの大会でもスペイン代表はグループリーグ敗退に終わっている。

### 代表での得点
| #   | 日付           | 場所             | 相手         | スコア | 結果 | 大会                    |
| --- | -------------- | ---------------- | ------------ | ------ | ---- | ----------------------- |
| 1.  | 1978年1月25日  | マドリード       | イタリア     | 2-0    | 2-1  | 親善試合                |
| 2.  | 1978年3月29日  | ヒホン           | ノルウェー   | 3-0    | 3-0  | 親善試合                |
| 3.  | 1978年4月26日  | グラナダ         | メキシコ     | 2-0    | 2-0  | 親善試合                |
| 4.  | 1978年6月3日   | ブエノスアイレス | オーストリア | 1-1    | 2-1  | 1978 FIFAワールドカップ |
| 5.  | 1979年4月4日   | クラヨーヴァ     | ルーマニア   | 1-1    | 2-2  | UEFA欧州選手権1980予選  |
| 6.  | 1979年4月4日   | クラヨーヴァ     | ルーマニア   | 2-2    | 2-2  | UEFA欧州選手権1980予選  |
| 7.  | 1979年9月26日  | ビーゴ           | ポルトガル   | 1-0    | 1-1  | 親善試合                |
| 8.  | 1980年1月23日  | ビーゴ           | オランダ     | 1-0    | 1-0  | 親善試合                |
| 9.  | 1980年6月18日  | ナポリ           | イングランド | 1-1    | 1-2  | UEFA欧州選手権1980      |
| 10. | 1980年11月12日 | バルセロナ       | ポーランド   | 1-1    | 1-2  | 親善試合                |

## タイトル
- アスレティック・ビルバオ

プリメーラ・ディビシオン 優勝 : 1982–83, 1983–84
コパ・デル・レイ 優勝 : 1983–84
スーペルコパ・デ・エスパーニャ 優勝 : 1984
UEFAカップ 準優勝 : 1976–77